# Wien
För andra betydelser, se Wien (olika betydelser).

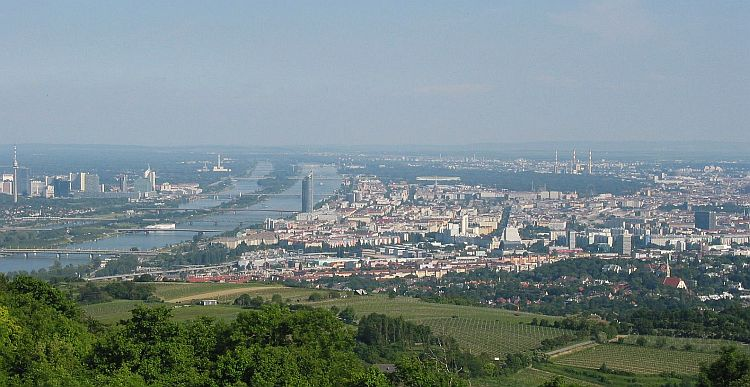
Wien

Wien är huvudstad i förbundsrepubliken Österrike samt ett eget förbundsland. Staden är belägen långt österut i landet, vid floden Donau. Wien har knappt 2,0 miljoner invånare och en femtedel av Österrikes befolkning är bosatt här. Att Österrike har en så stor huvudstad kan ha sin förklaring i att den fram till 1918 var huvudstad för hela kejsardömet Österrike-Ungern. Numera är Wien säte för flera internationella institutioner, bland andra det Internationella atomenergiorganet (IAEA), de oljeproducerande staternas organisation OPEC, Organisationen för säkerhet och samarbete i Europa (OSSE) samt Förenta nationerna (FN).

## Historia
Som så många andra romerska städer i Centraleuropa grundades Wien (Vindobona) av romarna på en tidigare keltisk bosättning. Wien belägrades av Osmanska riket 1529 och 1683. Båda gångerna kunde staden hålla ut, andra gången med hjälp från Polen.
1814-1815 hölls Wienkongressen i staden vilket markerade Wiens plats inom dåtidens europeiska storpolitik. Under 1800-talet gjordes stadskärnan om. Man rev då de gamla befästningsvallarna som skyddade innerstaden, men samtidigt blockerade det inre och yttre Wien. Den nya marken användes till skapandet av nya stora paradgator i staden.
Kring sekelskiftet 1900 var Wien en samlingspunkt för en rad filosofer och vetenskapsmän, bland andra Sigmund Freud.
1918 splittrades dubbelmonarkin Österrike-Ungern och den en gång kejserliga huvudstaden blev huvudstad i Första republiken Österrike. Förutsättningarna för Wien förändrades då helt och staden blev dominerande i det Österrike som kraftigt minskade i befolkningstal och storleksmässigt. Även första världskriget hade orsakat en befolkningsminskning för staden.
1938 tappade Wien sin status som huvudstad när Nazityskland anslöt Österrike till Stortyskland. Under kriget utsattes staden, där man bland annat hade viktig rustningsindustri, för bombningar. Efter krigsslutet delades Wien, liksom Berlin, upp mellan de fyra allierade segrarmakterna och stadens framtid var oviss. Efterhand skulle förhållandena bli bättre. I samband med Österrikes självständighet 1955 och slutet på de allierades ockupation kunde Wien enas fullt ut och ett ekonomiskt uppsving följde.
2001 sattes Wiens historiska stadskärna upp på Unescos Världsarvslista.

## Politik

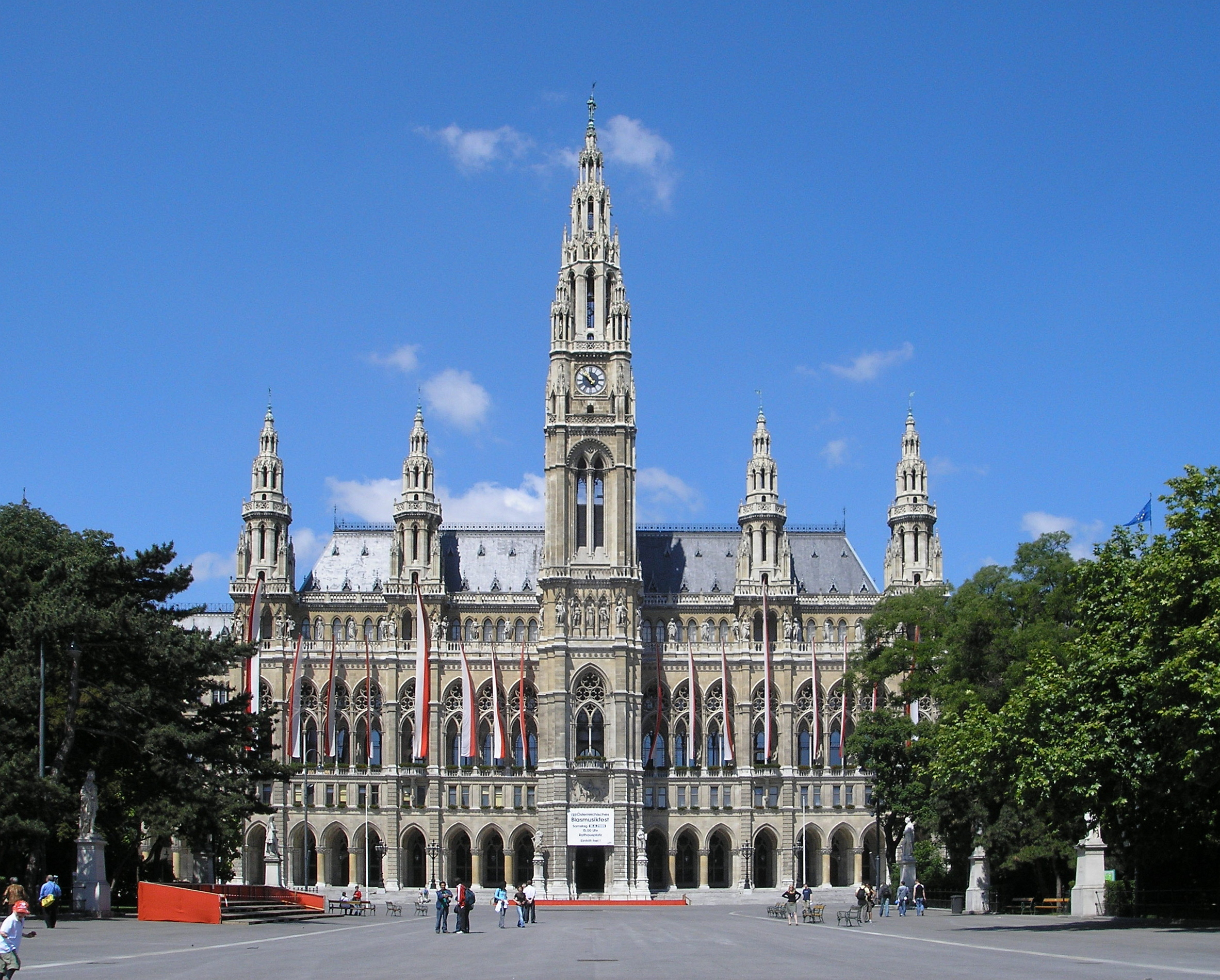
Wiens rådhus

Eftersom Wien även är ett förbundsland i förbundsrepubliken Österrike, är borgmästaren likställd med de övriga förbundsländernas regeringschefer (tyska: Landeshauptmann/Landeshauptfrau). Rådhuset i Wien styr således både över staden och över landet Wien. Staden administreras av ett flertal förvaltningar som kallas Magistratsabteilungen.
Borgmästare är sedan 2018 Michael Ludwig.
Wien brukar anses vara socialismens fäste i Österrike och SPÖ har av tradition styrt staden sedan första världskriget, med avbrott för perioden 1934–1945 då först austrofascisterna styrde och sedan de tyska nazisterna. Socialistpartierna var under denna tid förbjudna.
Under mellankrigstiden 1918–1934 genomförde det socialistiska styret reformer inom socialvård och utbildningsväsende som blev mycket uppmärksammade. Mycket uppmärksammat vid denna tid var även satsningen på att förbättra boendemiljöerna. Många refererade till staden som Rotes Wien (Röda Wien). Ett exempel är det bostadsbyggnadsprogram som genomfördes, där de färdigställda lägenheterna gavs till befolkningen efter ett poängbaserat system. Stora barnfamiljer och handikappade fick flest poäng. Systemet med så kallade Gemeindebauten (kommunala bostadshus) används med andra principer än idag. Ett bekant exempel är Karl Marx-Hof i Heiligenstadt.

## Kultur
Av stor internationell betydelse är Wiens stora musikscen. I få andra städer har så många betydande kompositörer verkat som i Wien och satt stora avtryck i musikhistorien. Wienervals, kören Wiener Sängerknaben, musikaliska återkommande stora arrangemang som den tv-sända nyårskonserten och opera- och teaterscener tillhör några av de främsta i världen. Wiens konstakademi tillhör Europas äldsta konstakademier. Wien är även berömt för sitt kök och sina kaffehus och "psykoanalysens fader" Sigmund Freud verkade i staden.

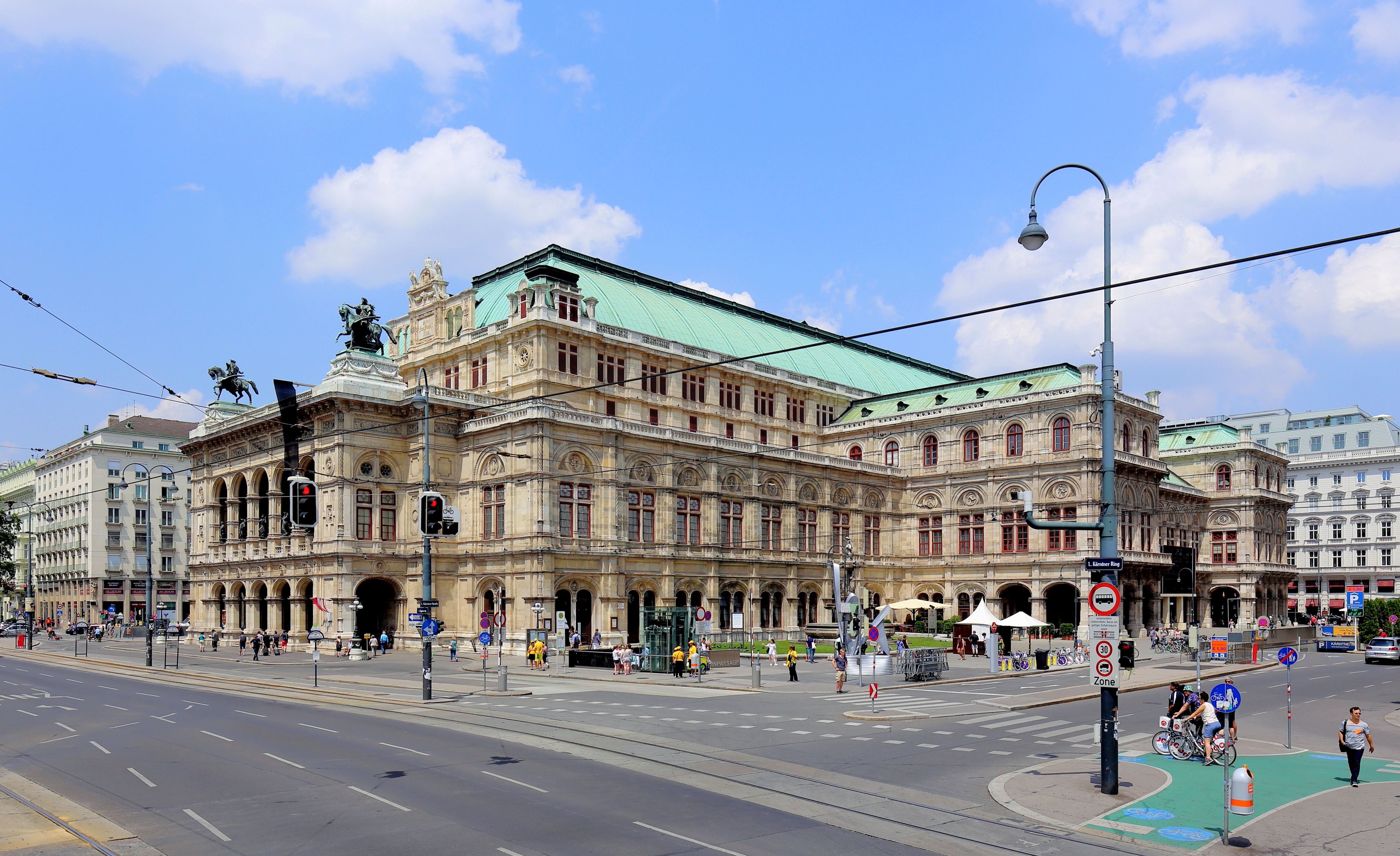
Wiener Staatsoper

### Teater och opera
Konst och kultur hör i Wien intimt samman och har lång tradition att blicka tillbaka på. Mycket av det som klassificeras som klassisk musik har sin upprinnelse i de kompositörer som verkat i staden.
Förutom Burgtheater, som tillsammans med sin mindre scen Akademietheater är en av världens främsta teaterscener, bjuder många mindre och större scener på olika sorters uppsättningar.
På Staatsoper och Volksoper spelas flera typiskt wienska operetter men även klassiska operastycken och pjäser spelas här.
Konserter med klassisk musik brukar främst spelas på Wiener Konzerthaus.
Den konsertscen som används till de kända nyårskonserterna med Wiener Philharmoniker är dock Musikverein.

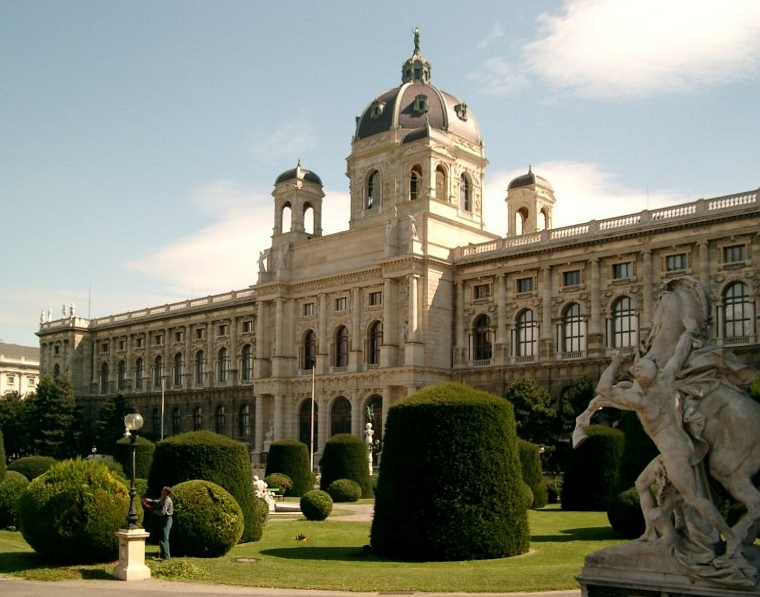
Kunsthistorisches Museum (Maria-Theresien-Platz)

### Museer
I det gamla kejserliga residenset Hofburg finns Habsburgarnas samlade skattkammare, med kejsarkronan och hovjuvelerna. Vidare utgör uppträdanden på Spanska ridskolan ett levande museum över vad som en gång var kejsarfamiljens paradhästar.
Under senare år har man samlat flera av museerna vid Ringstrasse till ett MuseumsQuartier, som innehåller flera museer med olika inriktningar, från äldre tiders konsthantverk till modern konst.
Förutom detta finns en stor mängd mindre museer, inriktade på allt från naturvetenskap till modern samhällshistoria. De flesta drivs av olika stiftelser som får statsbidrag för att kunna hålla samlingarna öppna.

### Arkitektur

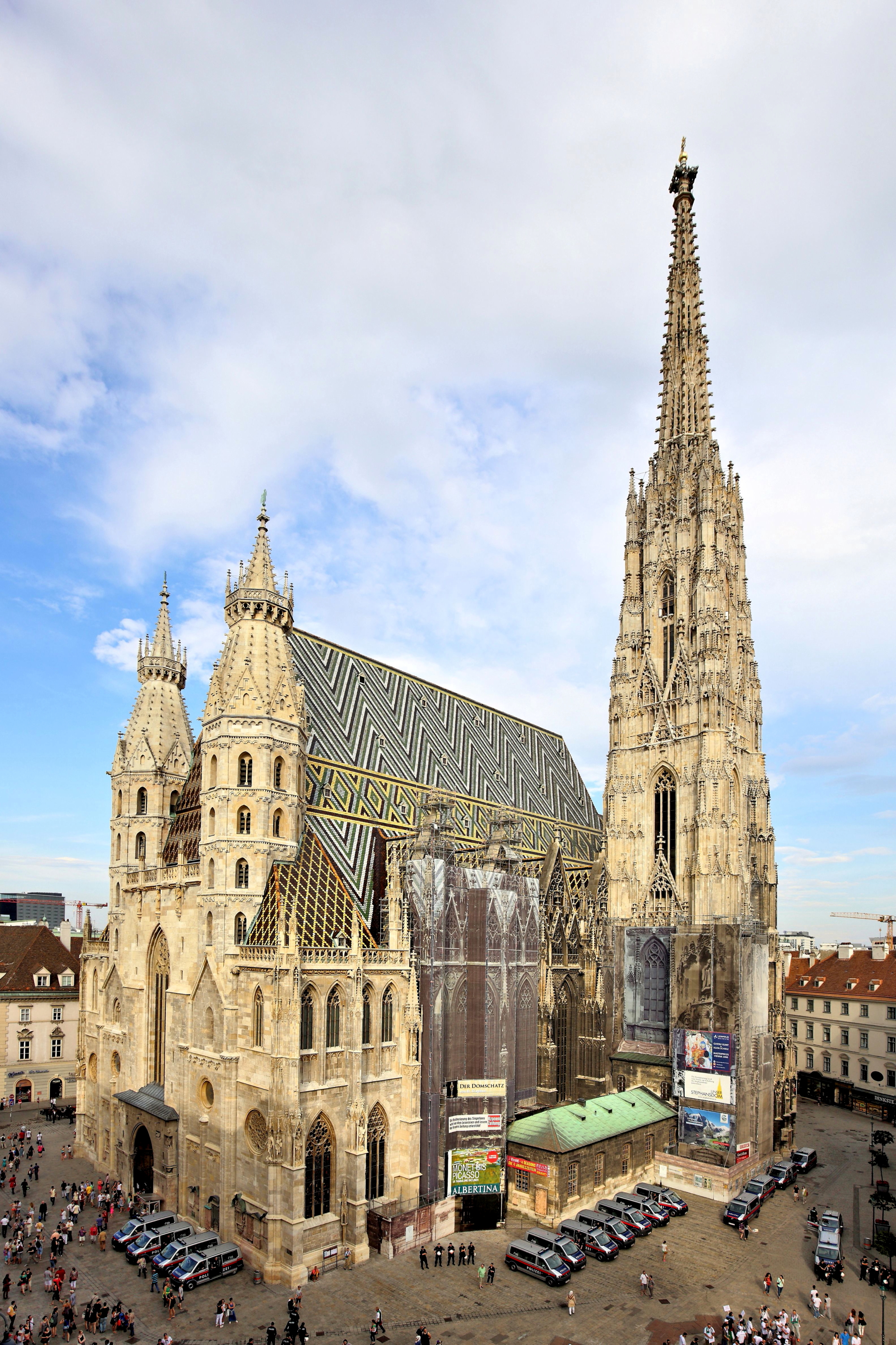
Stefansdomen

I Wien finns nästan samtliga byggnadsstilar som präglat historien representerade, från den romanska Ruprechtskirche till den gotiska Stephansdomen, barockens Karlskirche, högbarockens Jesuitenkirche liksom klassicistiska såväl som moderna byggnadsstilar inklusive moderna skyskrapor. Jugendstilen från sent 1800-tal har lämnat många avtryck i staden, ett bevis på den rika byggnadsverksamhet som pågick under kejsartidens sista år.
En av de största turistattraktionerna i staden är Hundertwasserhaus, ritat av Friedensreich Hundertwasser. Huset utgör ett totalt stilbrott mot vad arkitekten Hundertwasser såg som modern förfrämligande arkitektur och innehåller många okonventionella lösningar. Ett annat exempel på ovanlig arkitektur är Wotrubakirche ritat av konstnären Fritz Wotruba.
Det senaste decenniets kraftiga expansion har lett till omfattande byggverksamhet i staden, framförallt i de norra och södra stadsdelarna där det fortfarande finns vissa möjligheter till att bygga nytt. Donau City norr om Donau och Wienerberg söder om staden utgör exempel på omfattande stadsbyggnadsprojekt. Det 202 meter höga Millennium Tower vid Handelskai är sedan 1999 stadens högsta byggnadsverk, mycket tack vare ett beslut 1992 att tillåta höghusbyggnationer i vissa stadsdelar. Nya stadsutvecklingsområden blir i framtiden Wiens gamla gasverksområde, ett industriområde som täcker en stor areal nära stadskärnan.

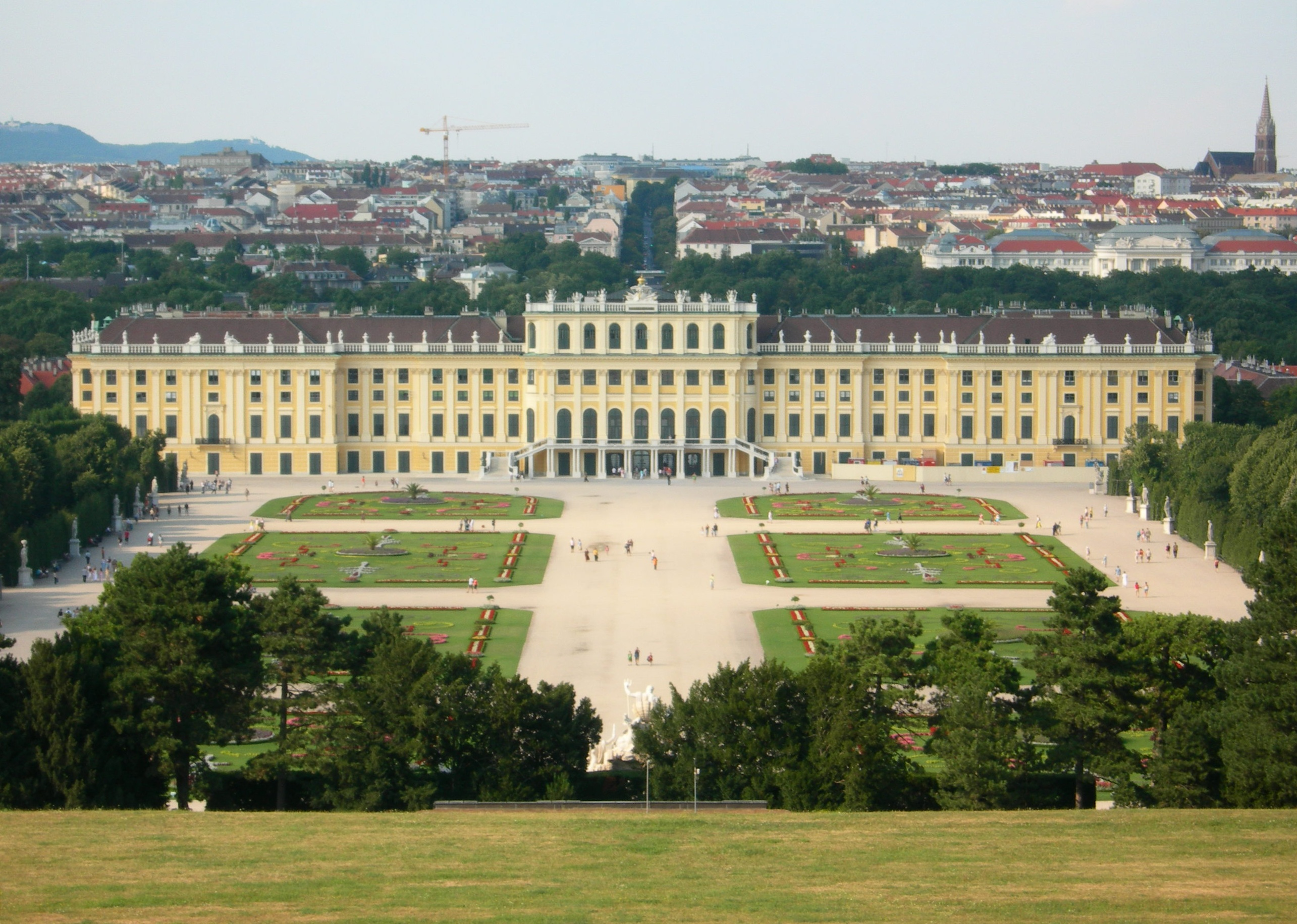
Schloss Schönbrunn
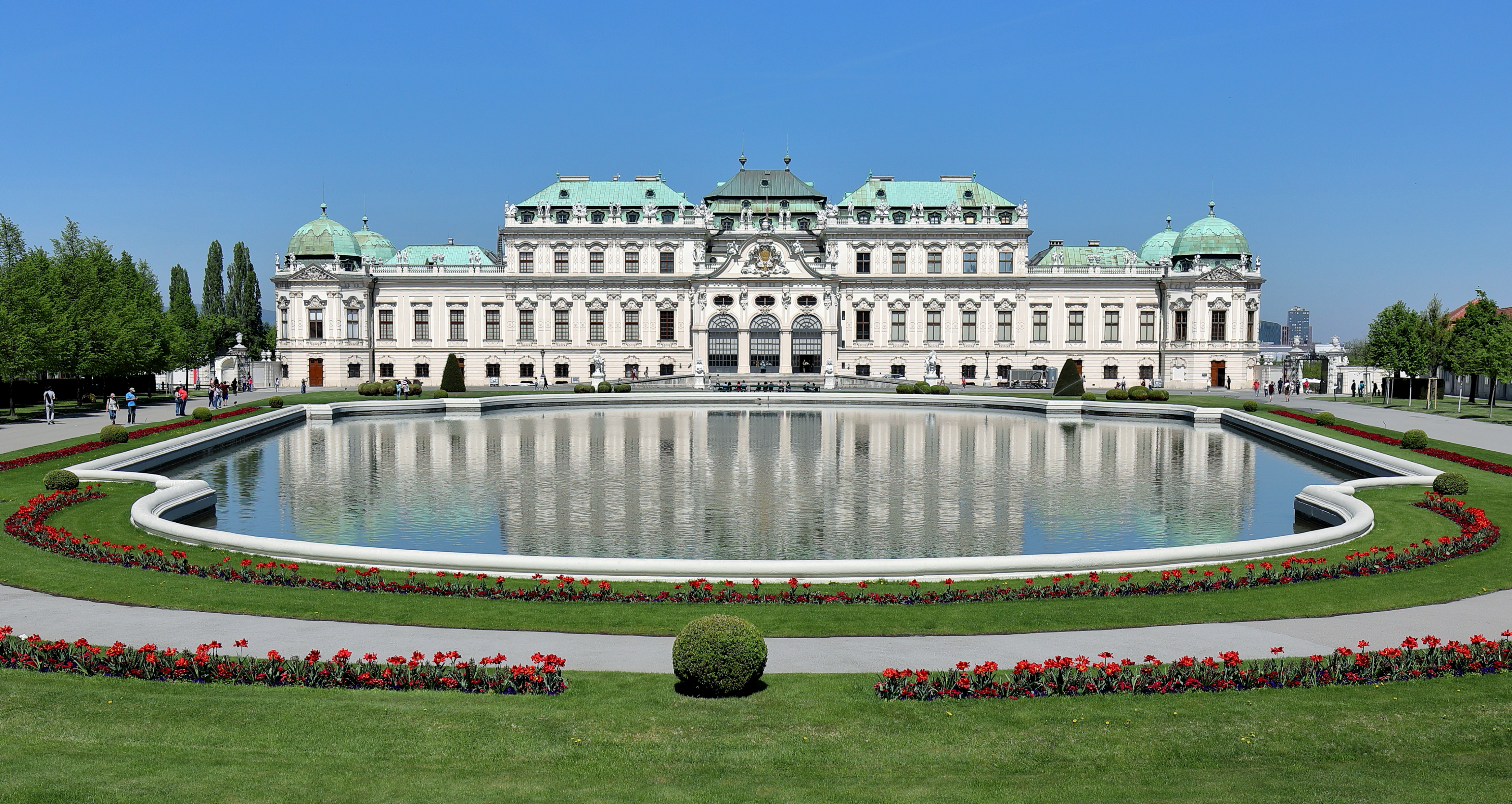
Schloss Belvedere
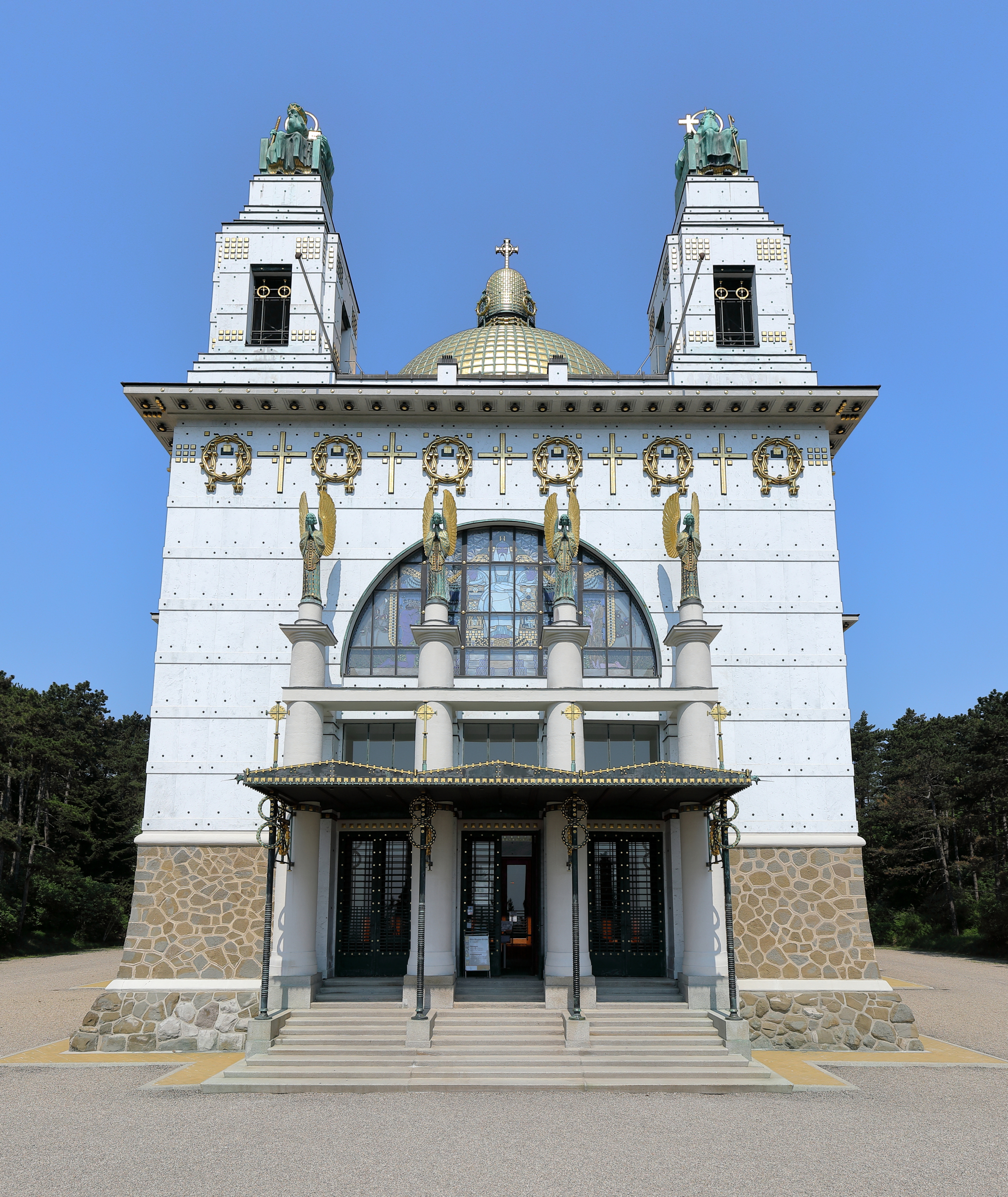
Kirche am Steinhof med dess moriska torn
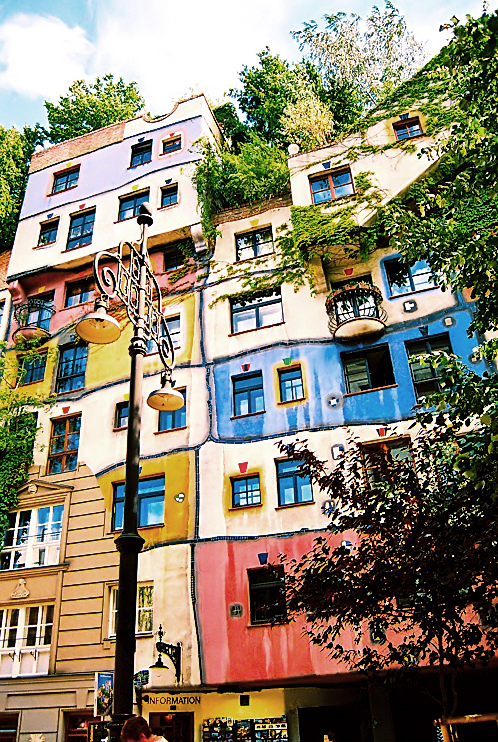
Hundertwasserhaus
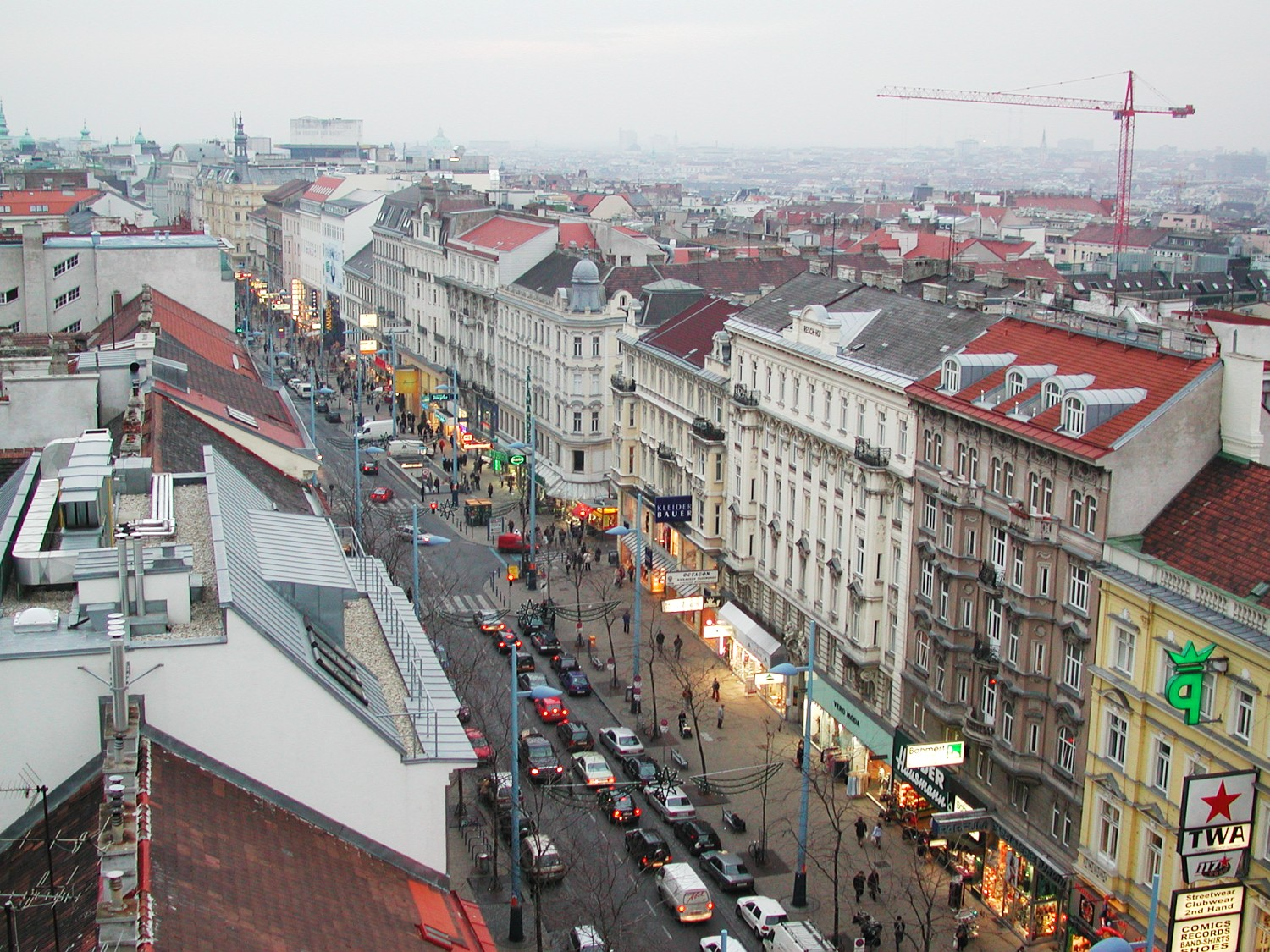
Affärsgatan Mariahilfer Strasse

Jämfört med många andra storstäder har man i Wien byggt få riktigt höga byggnader tills 1992 års stadsbyggnadsbeslut att tillåta skyskrapor. Stadsförvaltningen har satt upp stränga riktlinjer för var höghusbyggnation får ske, allt för att inte den arkitektoniskt värdefulla stadskärnan (sedan 2001 uppsatt på Unescos lista) skall överskuggas. Endast 26 procent av Wiens yta kommer ifråga för höghusbyggnader. Vidare finns stränga riktlinjer om förbud att bebygga vissa områden utanför stadsgränsen, allt för att inte Wienerwalds skogar och stränderna vid Donau skall bli exploaterade.

## Geografi

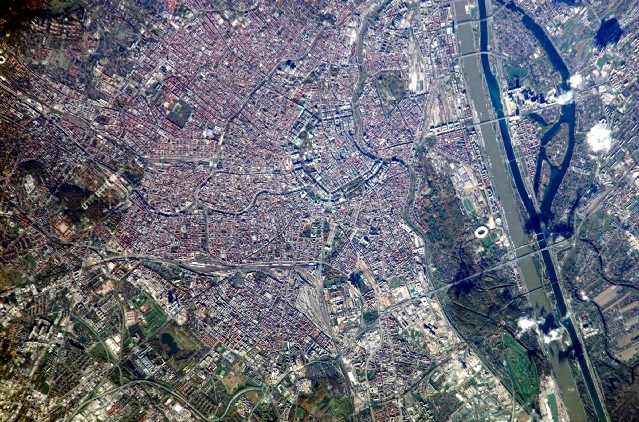
Satellitfoto över Wien.

Wien ligger vid Alpernas östra kant. Stadens areal består till cirka hälften av grönområden och stora områden används för jordbruk. Väst och sydväst om Wien ligger Wienerwald med bergen Leopoldsberg och Kahlenberg. Flera mindre floder rinner från Wienerwald till Wien, bland dem floden Wien. Här finns också terrassberg som används för vinodlingar. Staden genomskärs i nord-sydlig riktning av Donau. Avståndet till Slovakiens huvudstad Bratislava, som ligger precis intill Slovakiens gräns mot Österrike, är omkring 60 kilometer.

### Klimat
Wien har ett tempererat klimat med varma somrar och kalla vintrar. Medeltemperaturen i juli är 20 °C och i januari 0 °C.
Uppmätta normala temperaturer och -nederbörd i Wien:
|                                            | Jan  | Feb  | Mar  | Apr  | Maj  | Jun  | Jul  | Aug  | Sep  | Okt  | Nov  | Dec  |
| ------------------------------------------ | ---- | ---- | ---- | ---- | ---- | ---- | ---- | ---- | ---- | ---- | ---- | ---- |
| Normaldygnets maximitemperaturs medelvärde | 2,9  | 5,1  | 10,3 | 15,2 | 20,5 | 23,4 | 25,6 | 25,4 | 20,3 | 14,2 | 7,5  | 4,0  |
| Normaldygnets minimitemperaturs medelvärde | −2,0 | −0,9 | 2,4  | 5,8  | 10,5 | 13,5 | 15,4 | 15,3 | 11,7 | 7,0  | 2,4  | −0,5 |
|                                            |      |      |      |      |      |      |      |      |      |      |      |      |
| Nederbörd                                  | 37,2 | 39,4 | 46,1 | 51,7 | 61,8 | 70,2 | 68,2 | 57,8 | 53,5 | 40,0 | 50,0 | 44,4 |

| Diagram | temperaturer i °C • månadsnederbörd i mm | temperaturer i °C • månadsnederbörd i mm | temperaturer i °C • månadsnederbörd i mm | temperaturer i °C • månadsnederbörd i mm | temperaturer i °C • månadsnederbörd i mm | temperaturer i °C • månadsnederbörd i mm | temperaturer i °C • månadsnederbörd i mm | temperaturer i °C • månadsnederbörd i mm | temperaturer i °C • månadsnederbörd i mm | temperaturer i °C • månadsnederbörd i mm | temperaturer i °C • månadsnederbörd i mm | temperaturer i °C • månadsnederbörd i mm |
|         | 37 3 -2                                  | 39 5 -1                                  | 46 10 2                                  | 52 15 6                                  | 62 21 11                                 | 70 23 14                                 | 68 26 15                                 | 58 25 15                                 | 54 20 12                                 | 40 14 7                                  | 50 8 2                                   | 44 4 -1                                  |

## Ekonomi

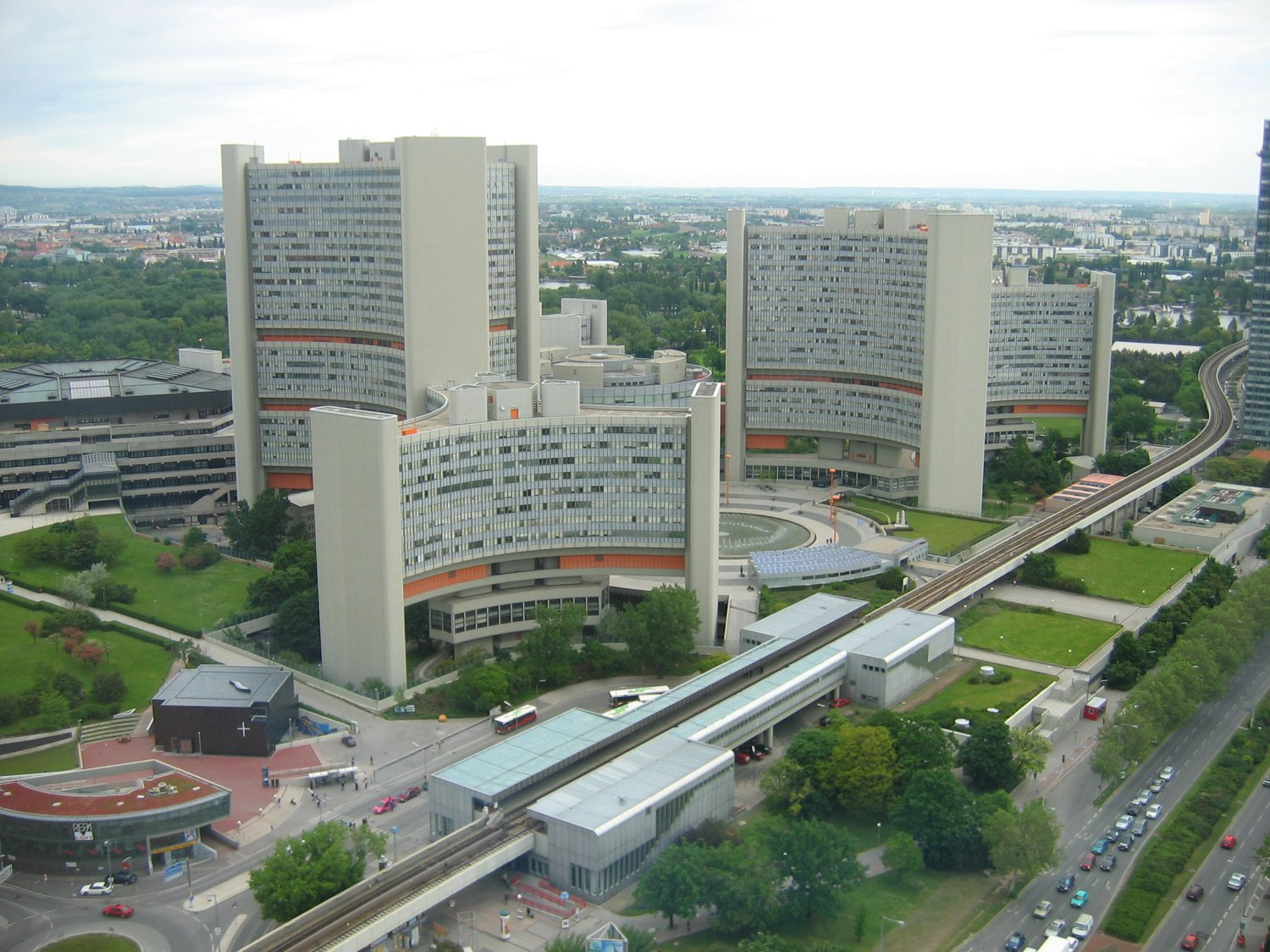
Vienna International Centre.

Wien har som huvudstad en rad olika departement och förvaltningar. Flera internationella organ är samlade i UNO-City, bland annat IAEA och UNHCR. Wien blev 1979 den tredje FN-staden efter New York och Genève. Wien är vidare säte för bland annat Opec och OSSE.
Wien har en hel del industri även om denna drabbades av en lågkonjunktur under 1990-talet. Bland stadens större industrier hör Siemens AG och Ottakringer. Staden är också plats för flera företags huvudkontor, bland annat OMV, Wienerberger och Telekom Austria.

## Transport

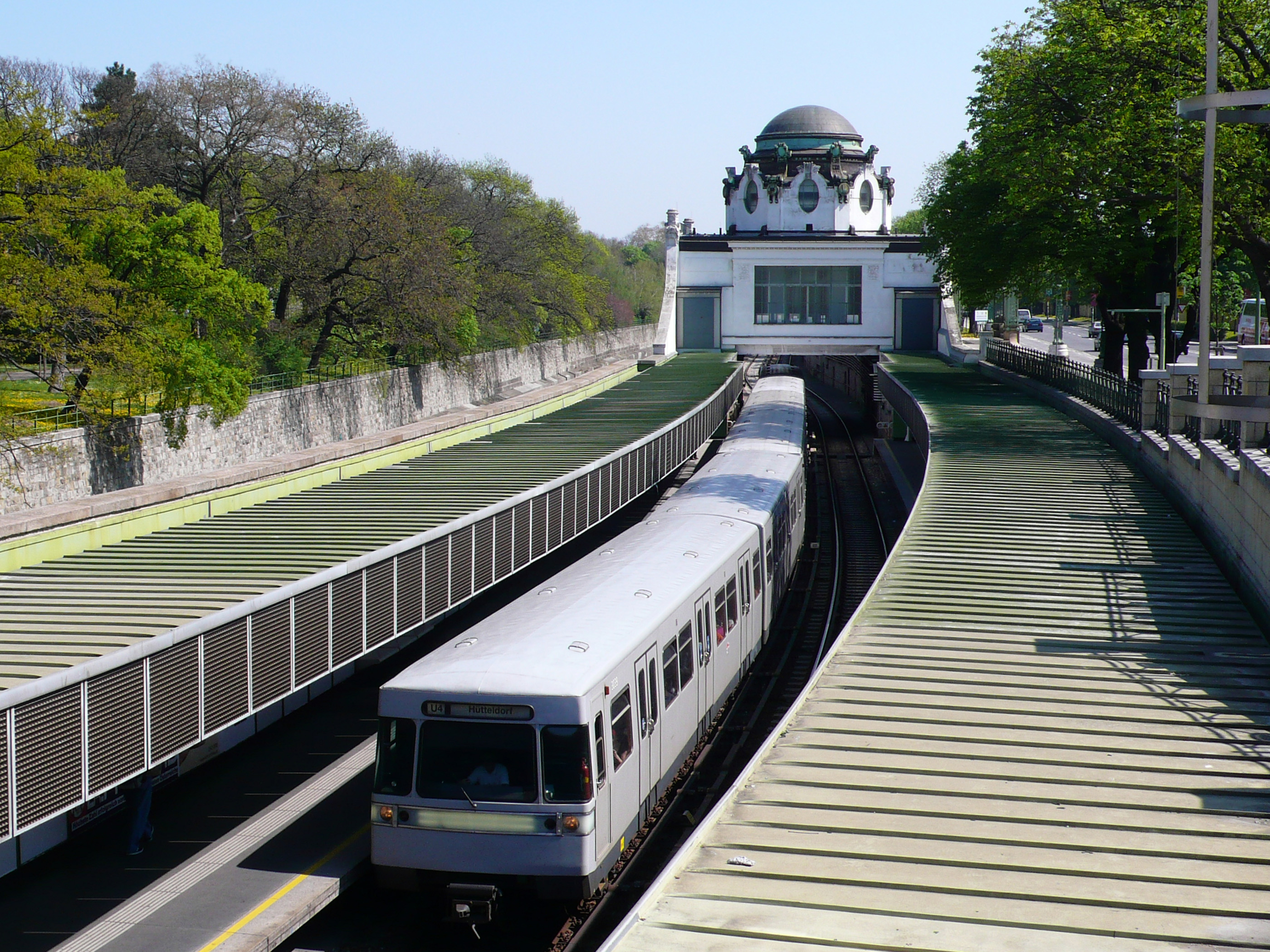
Wiens tunnelbana i Hietzing.

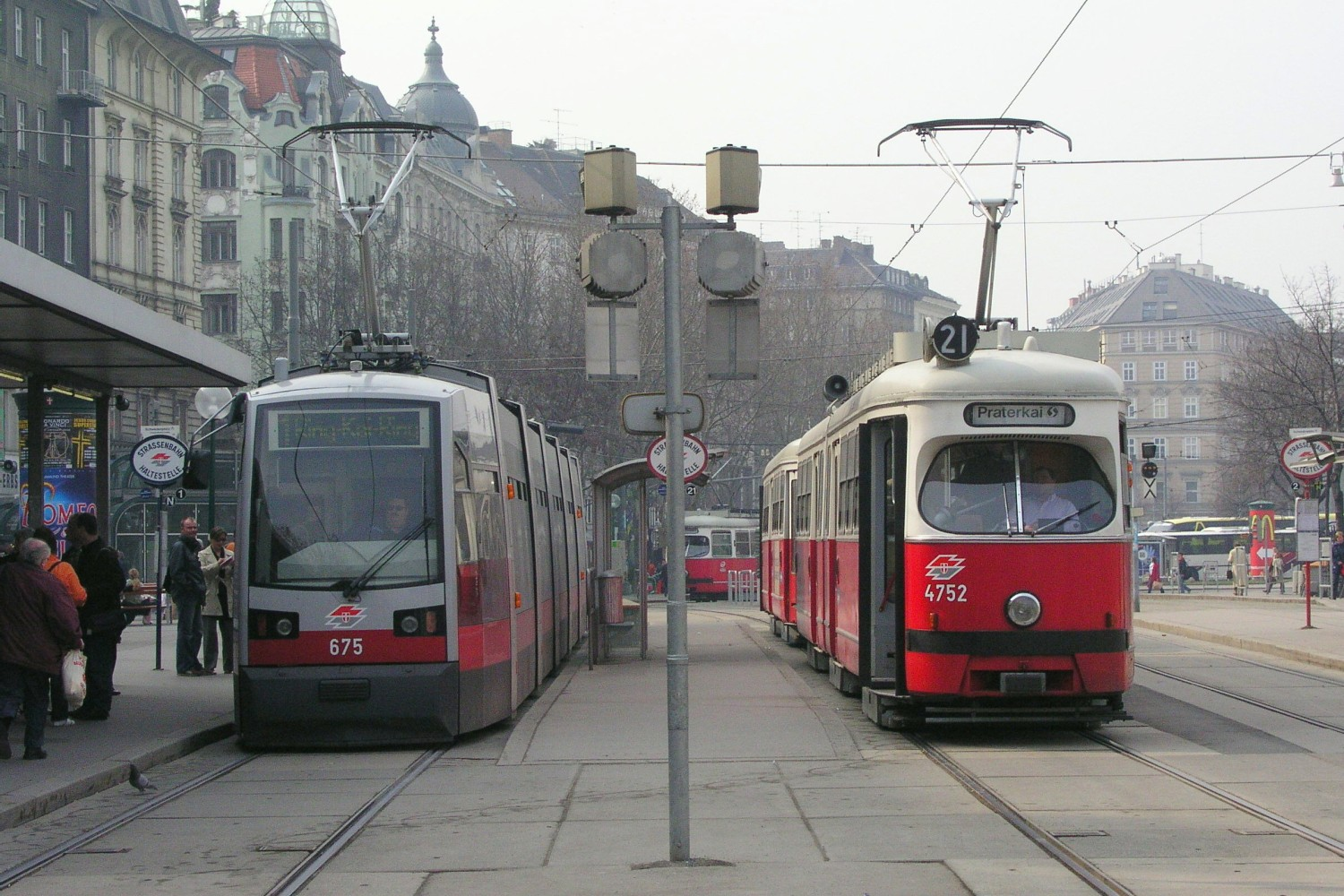
Spårvagnar på Schwedenplatz.

### Tunnelbana
Wiens tunnelbana (U-Bahn) öppnade för trafik 1978. Den har senare byggts ut så att den nu har fem linjer (numrerade från 1 till 4 samt 6).

### Spårväg
Wiens spårvagnar (Straßenbahn) består av ett stort nät med många linjer som funnits i staden sedan 1865. Spårvagnar är en känd del av Wiens gatubild och de är väldigt älskade av invånarna. Till skillnad från många andra städer togs spårvagnarna aldrig bort helt då biltrafiken expanderade på 1950- och 1960-talen. Idag har Wien ett av världens största spårvägsnät.

### Järnväg
2012 invigdes Wiens centralstation, Wien Hauptbahnhof, och 2014 följde invigningen av Bahnhof City. Från Wien utgår ett antal järnvägslinjer som når ut till stora delar av landet. Det går också förbindelser till grannländerna, främst då till Tyskland, Tjeckien, Slovakien och Ungern. Det går tät trafik till Bratislava. Wien-Schwechats flygplats kan nås med hjälp av Wiens pendeltåg (S-Bahn), buss eller direkttåget CAT. Wien har ett väl utbyggt pendeltågsnät med 10 linjer med många stationer inne i centrala Wien samt linjer till närliggande förorter och områden.

### Vägar
Från Wien utgår ett antal motorvägar som leder ut till stora delar av landet. En viktig motorväg är den som går till Salzburg. Det går även motorvägar som leder till Bratislava och Budapest.

### Flyg
Wien-Schwechats flygplats ligger sydöst om Wien i kommunen Schwechat.

## Fritid

### Idrott

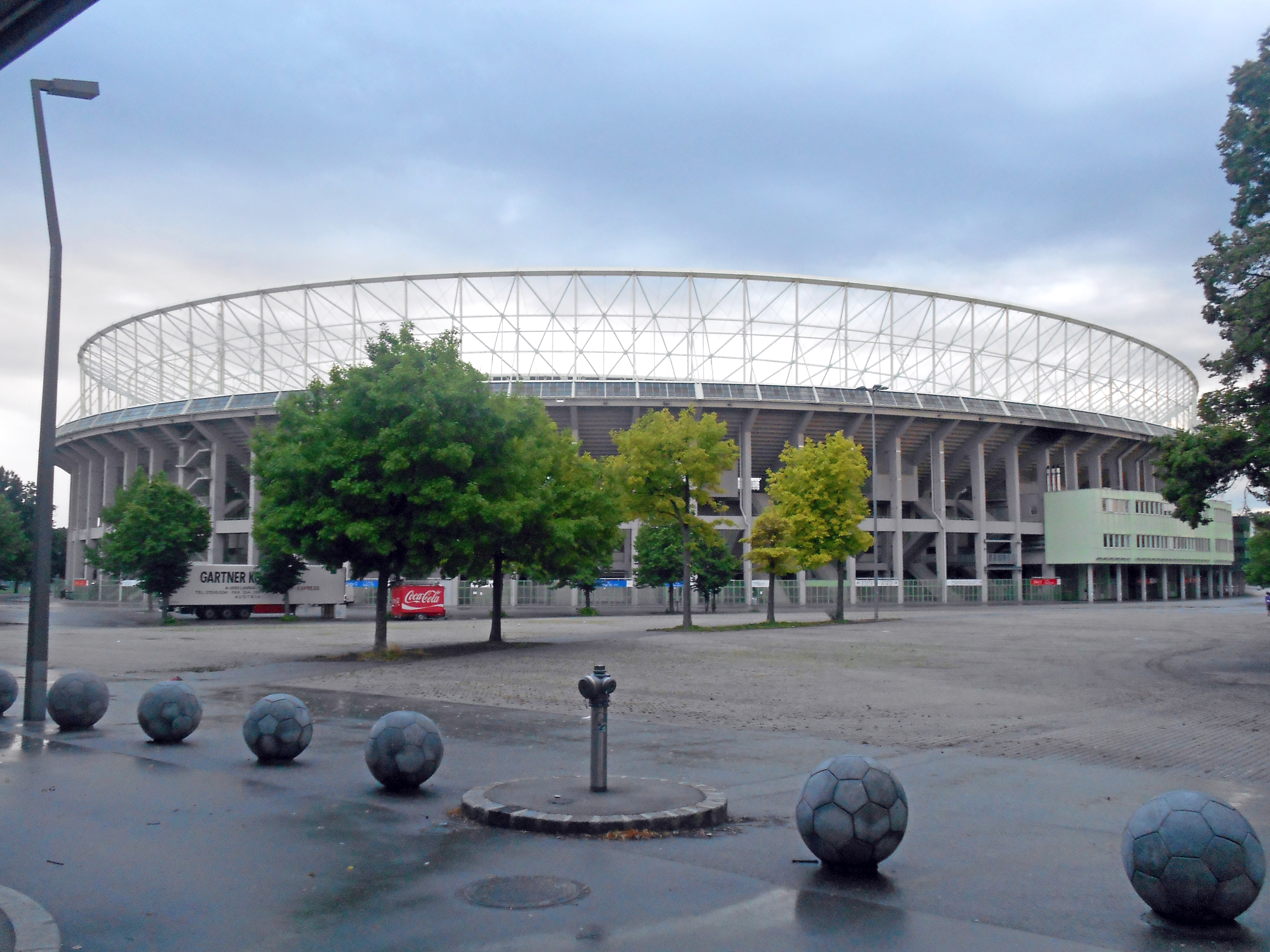
Ernst-Happel-Stadion

I Wien finns Österrikes mest framgångsrika fotbollsklubbar Rapid Wien och Austria Wien. I Wien spelar i regel Österrikes herrlandslag i fotboll sina hemmamatcher på Ernst-Happel-Stadion. När Österrike arrangerade EM i fotboll tillsammans med Schweiz 2008 var Wien finalstad. Wien har flera gånger arrangerat VM i ishockey, senaste gången var 2005. 1987 lyckades Sverige högst sensationellt vinna VM i ishockey i Wien.

### Grönområden
Augarten är en park på cirka 50 hektar i stadsdelen Leopoldstadt. Parken är uppbyggd delvis som en fransk barock-trädgård. Augarten är ett populärt andningshål i staden, där man spatserar, spelar fotboll och har picknick.
Här finns också Bunkerei, ett vattenhål med dryck och mat delvis inhyst i en gammal bunker, delvis i en trädgård. I parken finns bland annat de berömda Wiener Sängerknaben, och en aktiv porslinsfabrik - Wiener Porzellanmanufaktur Augarten. Porslinsfabriken är belägen i Schloss Augarten, och är öppen för besök sommartid. Förslag finns på att bebygga området delvis.

## Wiens distrikt

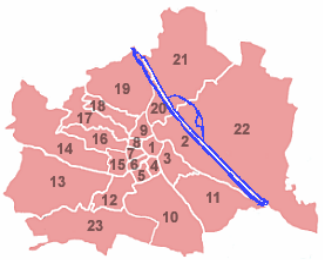
Wiens distrikt

Wien är indelat i 23 distrikt (tyska: Gemeindebezirk). Varje distrikt har ett distriktsråd (Bezirksvertretung) som väljs i allmänna val. Det största partiet utser en distriktsföreståndare (Bezirksvorsteher). Distriktet ansvarar bland annat för grundskolor, lokalt vägnät, parker och är en viktig instans inom stadsplanering. 
1. Innere Stadt (Universität Wien, ett flertal turistattraktioner: Wiener Staatsoper, Stefansdomen, Naturhistorisches Museum, Kunsthistorisches Museum, Ringstraße)
2. Leopoldstadt (de gamla judiska kvarteren och Prater, Handelsuniversitetet - WU Wien)
3. Landstraße (ambassadkvarteren, Hundertwasserhaus, Schloss Belvedere)
4. Wieden (Tekniska Universitetet - TU Wien)
5. Margareten
6. Mariahilf (shoppinggatan Mariahilferstrasse)
7. Neubau (MQ - Museumsquartier, Spittelberg)
8. Josefstadt
9. Alsergrund (svenska ambassaden)
10. Favoriten (järnvägsstationen Wien Hauptbahnhof)
11. Simmering (Zentralfriedhof)
12. Meidling
13. Hietzing (slottet Schönbrunn)
14. Penzing
15. Rudolfsheim-Fünfhaus (järnvägsstationen Wien Westbahnhof)
16. Ottakring
17. Hernals
18. Währing (Lantbruksuniversitetet - BOKU)
19. Döbling (vinserveringar - så kallade Heurige)
20. Brigittenau (Millennietower)
21. Floridsdorf
22. Donaustadt (UNO-City)
23. Liesing

## Bilder

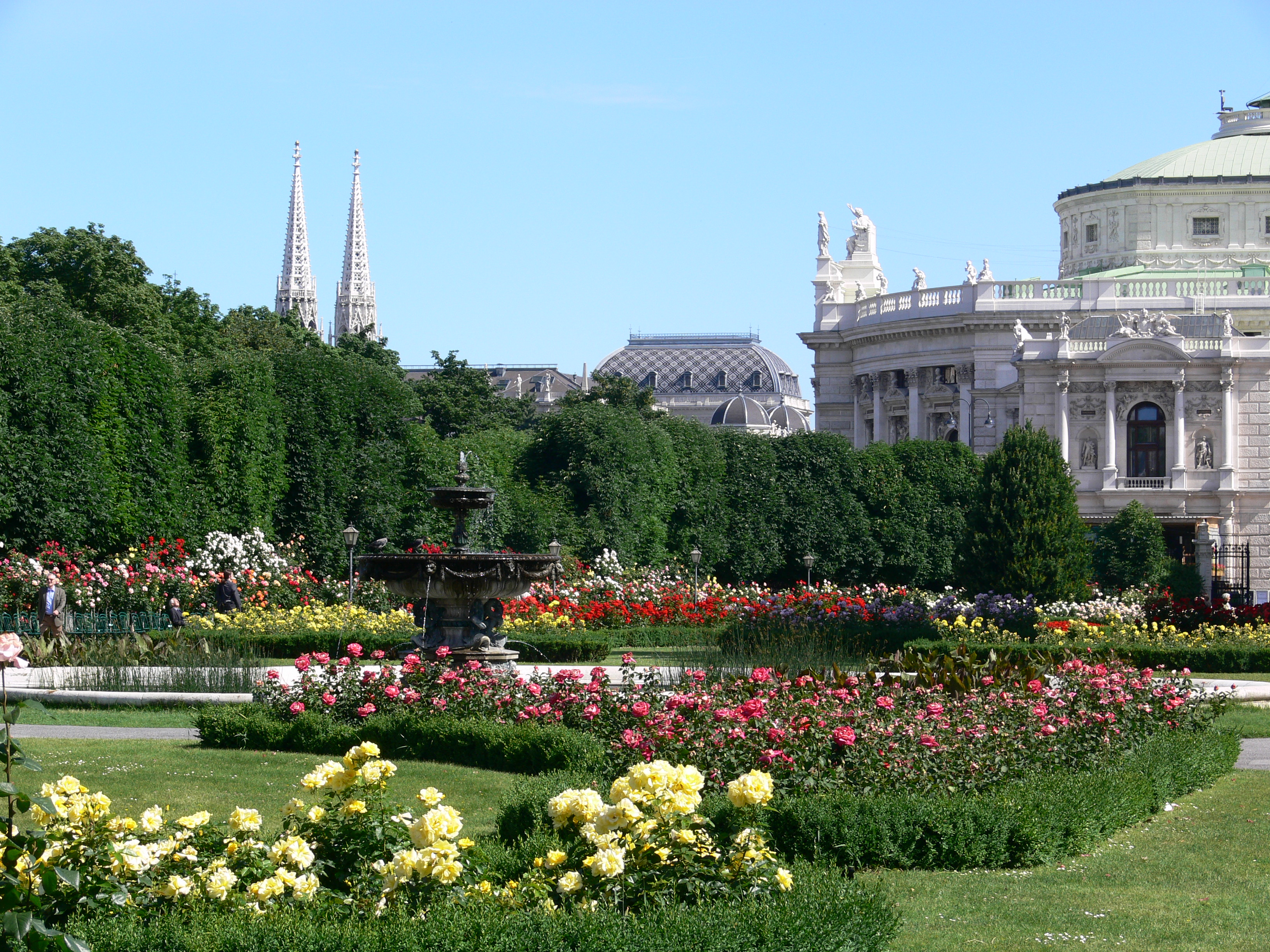
Volksgarten
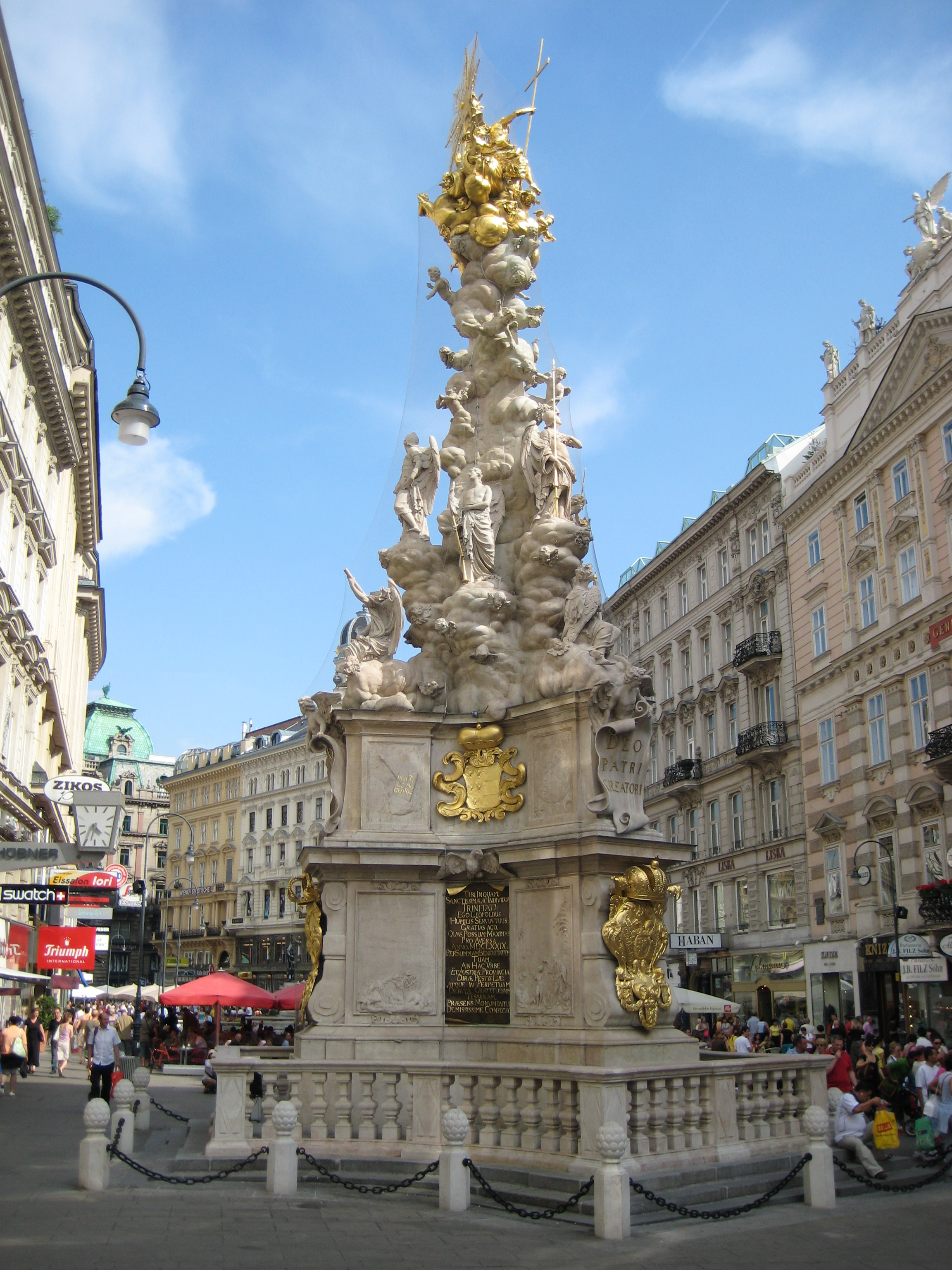
Pestsäule
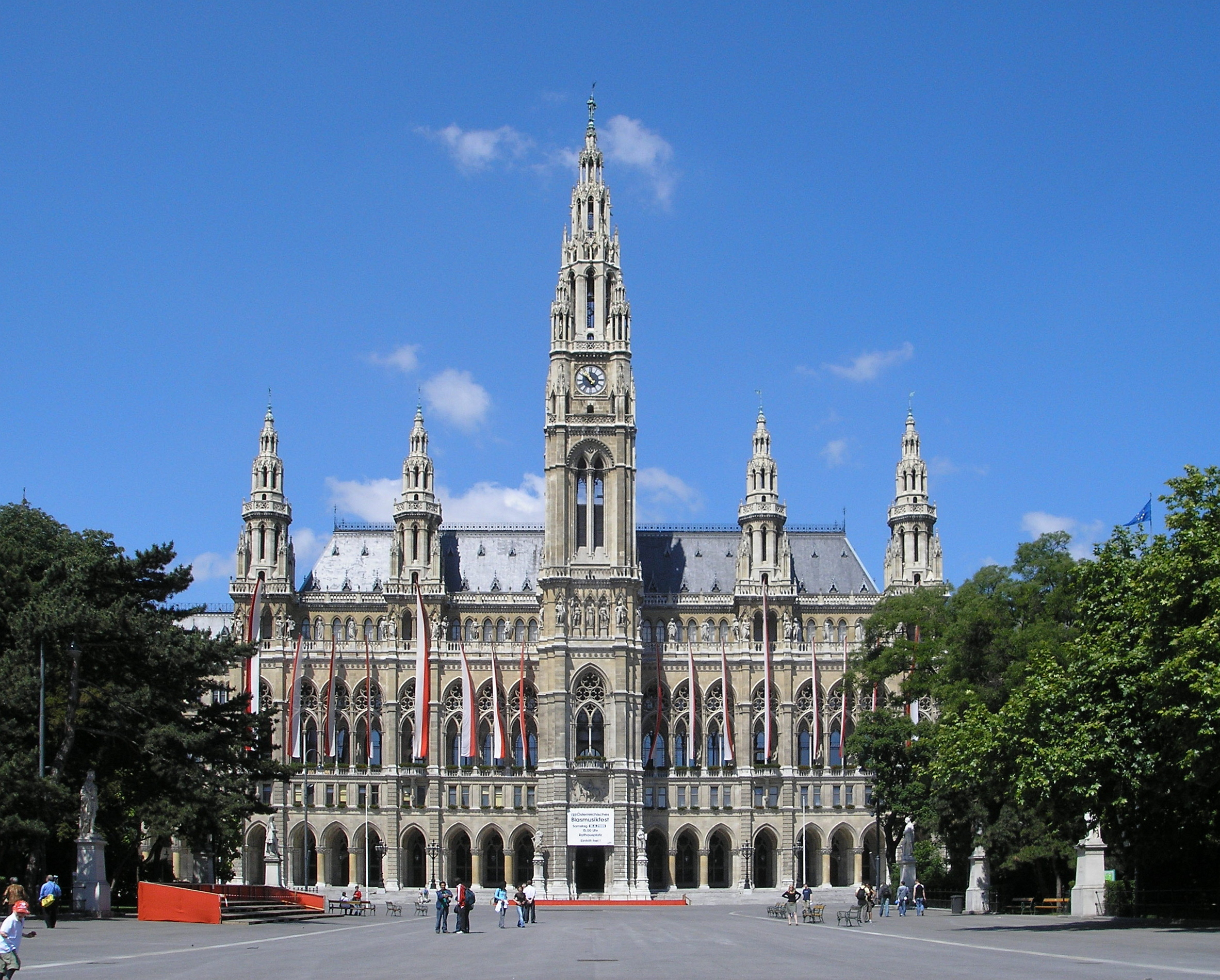
Wiens rådhus
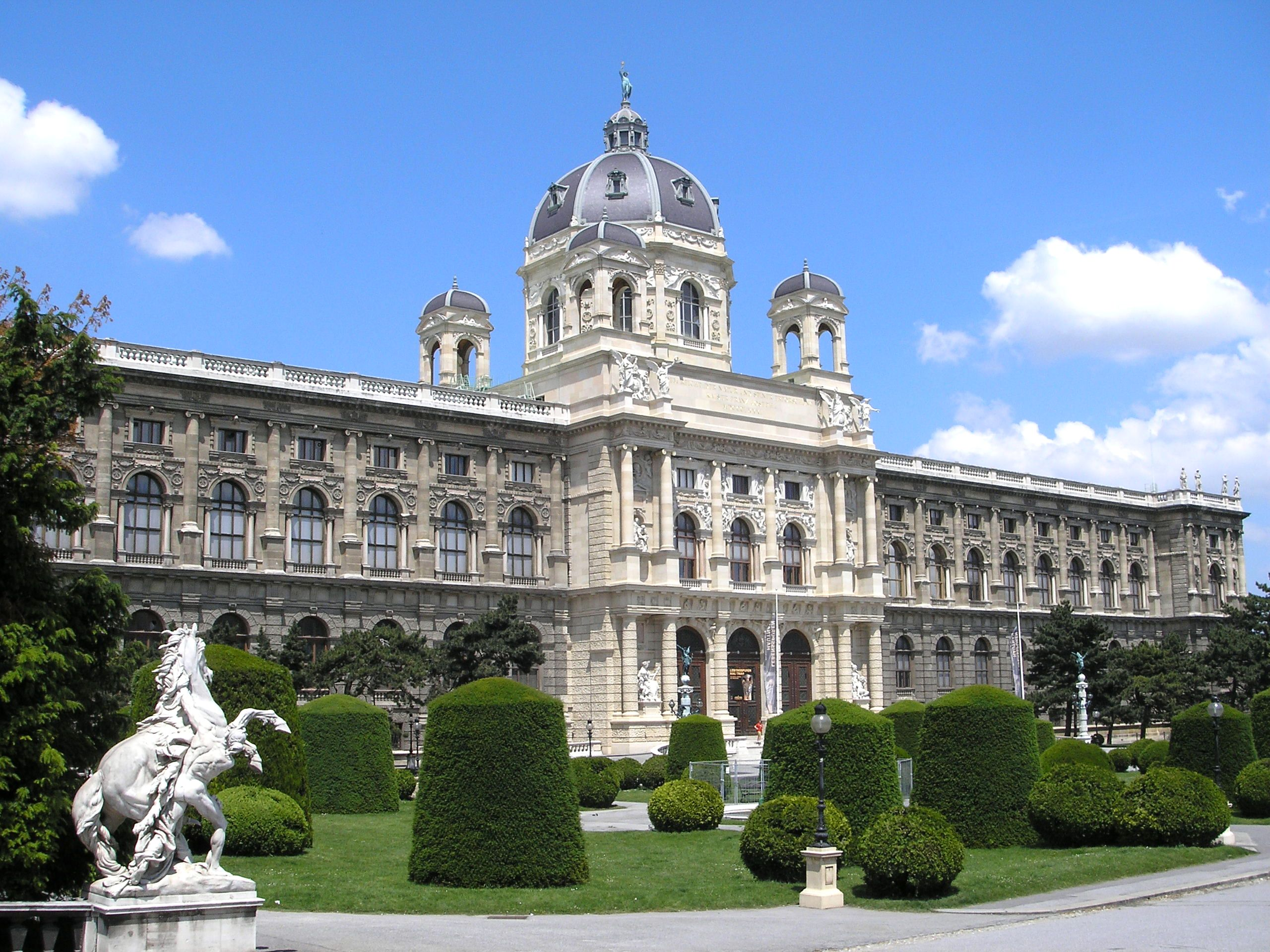
Naturhistorisches Museum
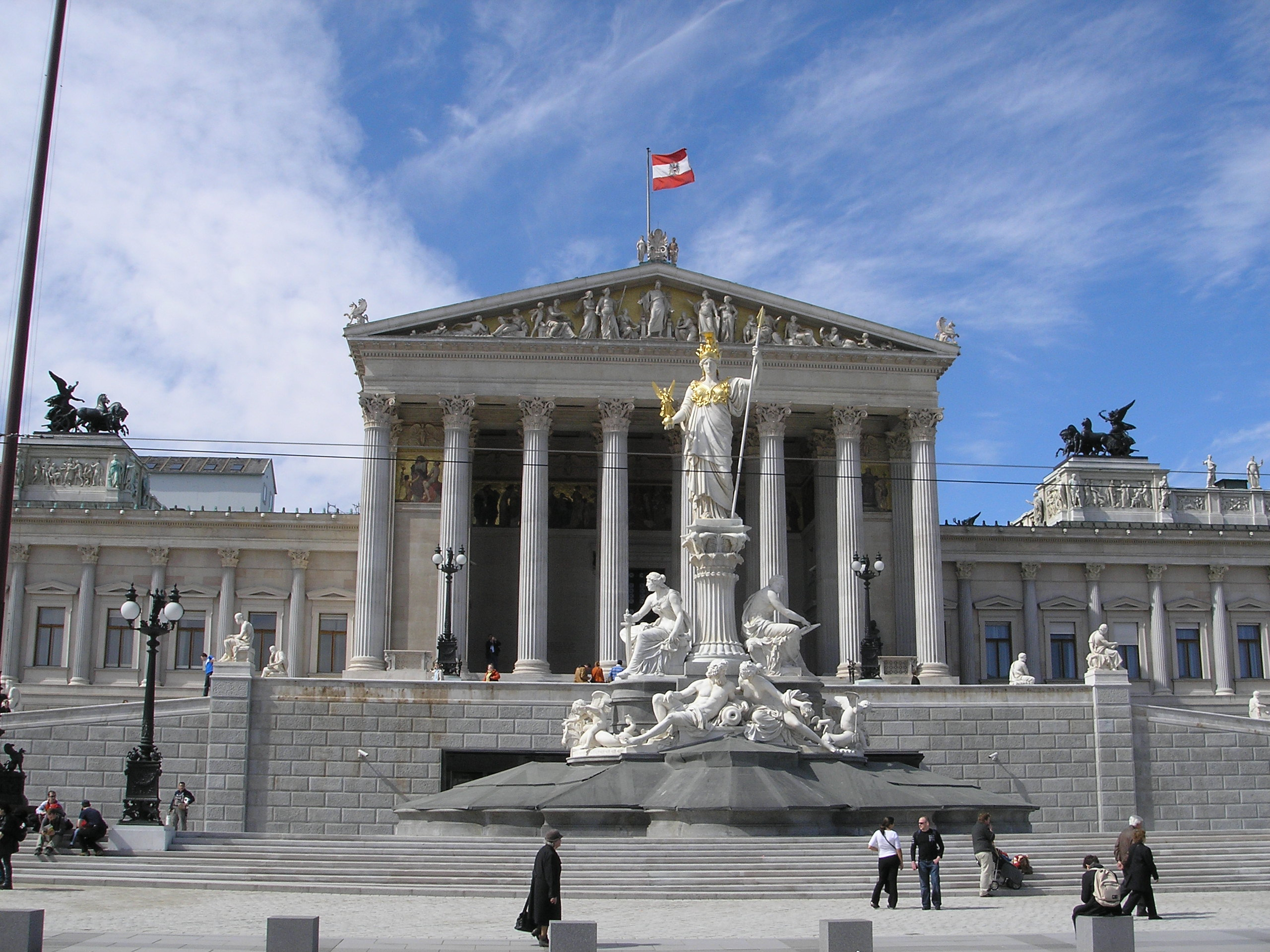
Österrikes parlament
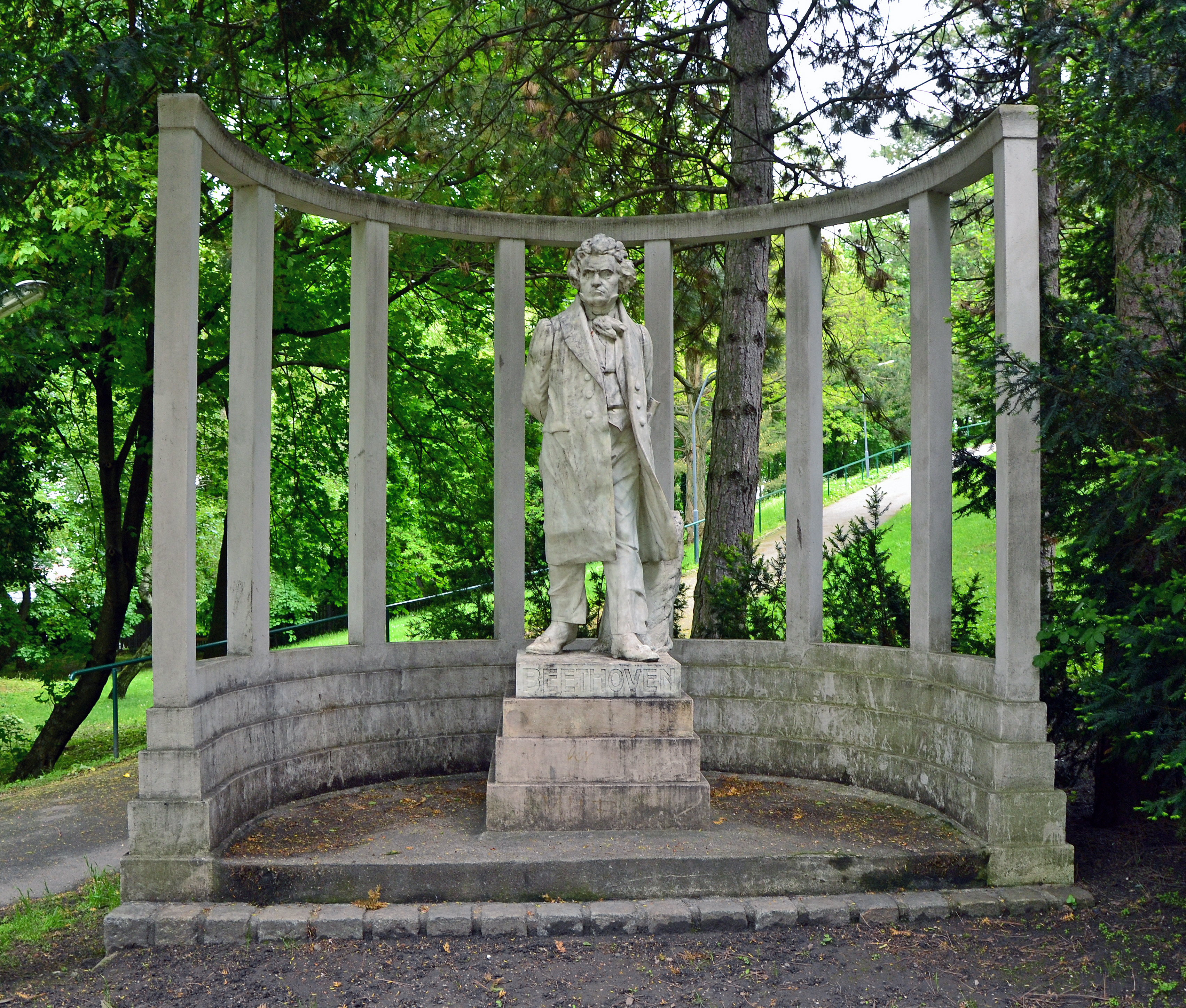
Beethovenmonumentet
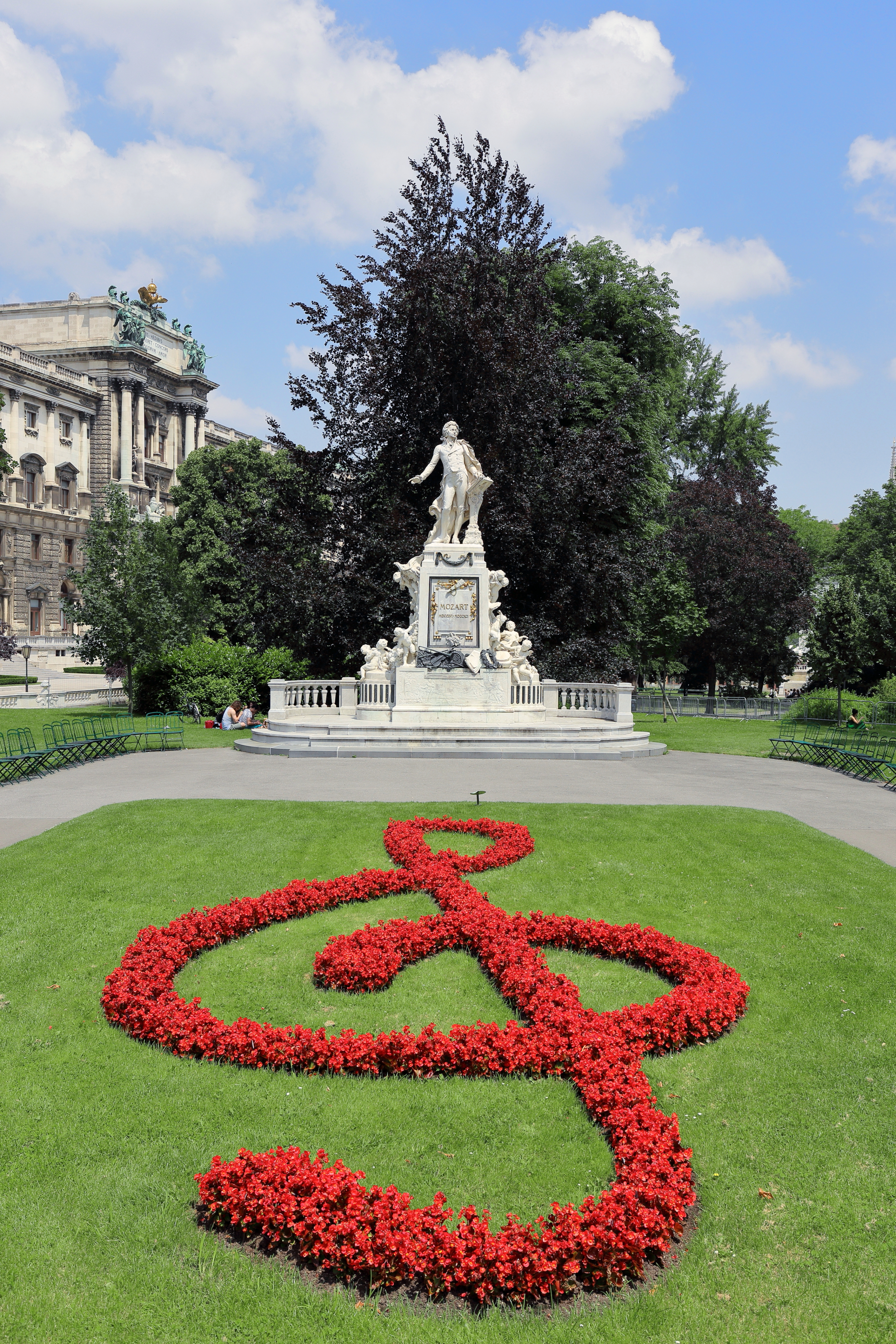
Mozartmonumentet
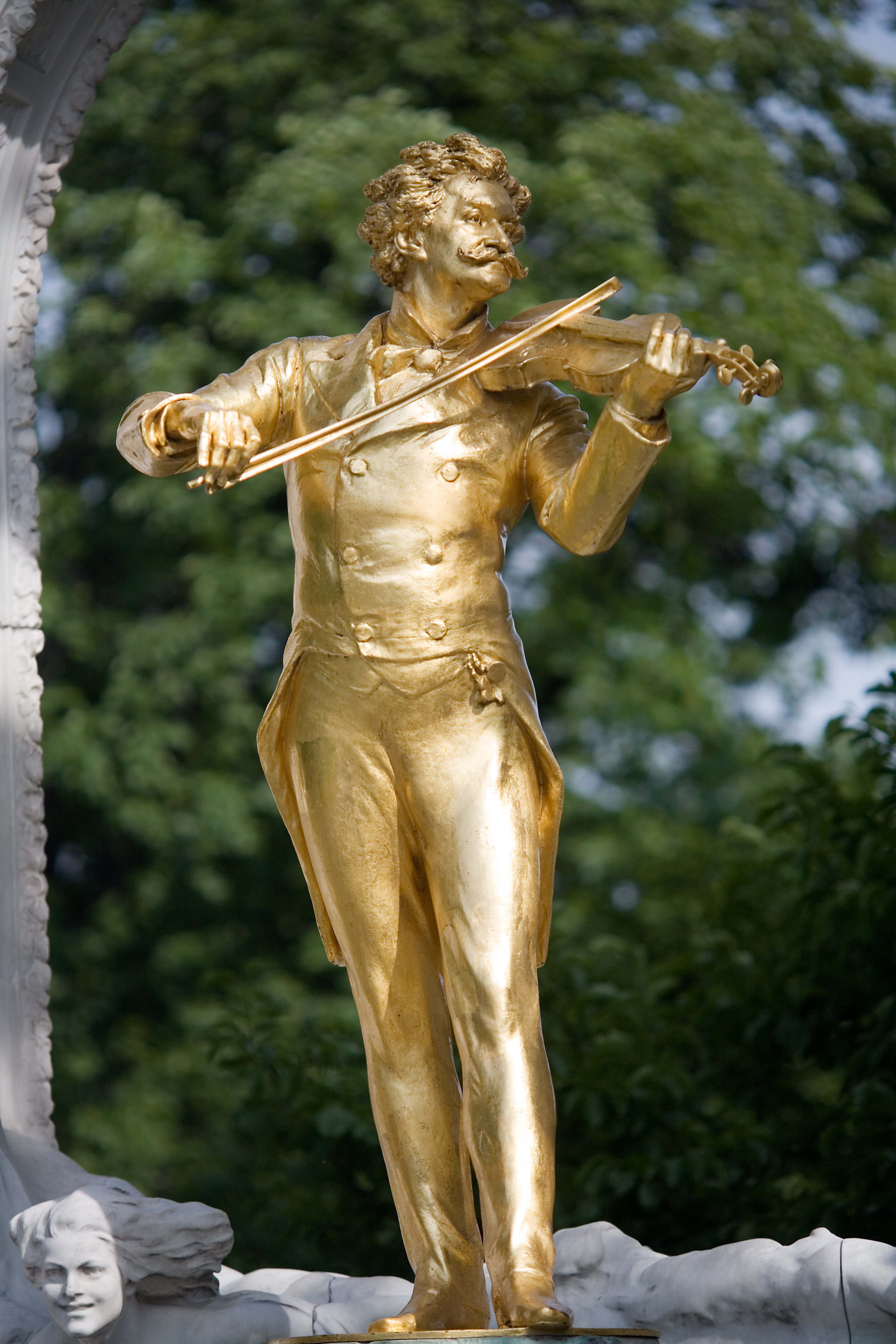
Straussmonumentet
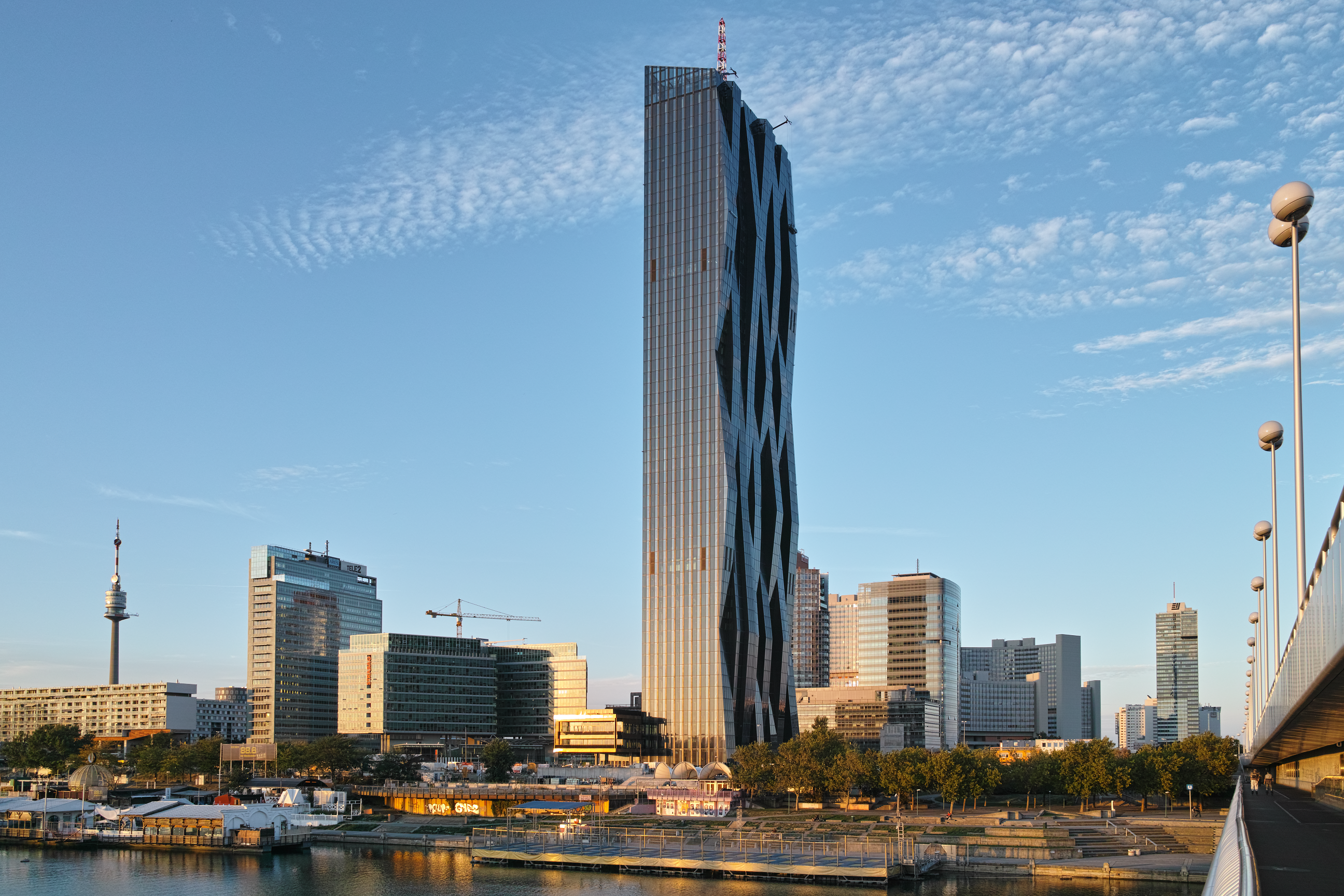
Donaustadt
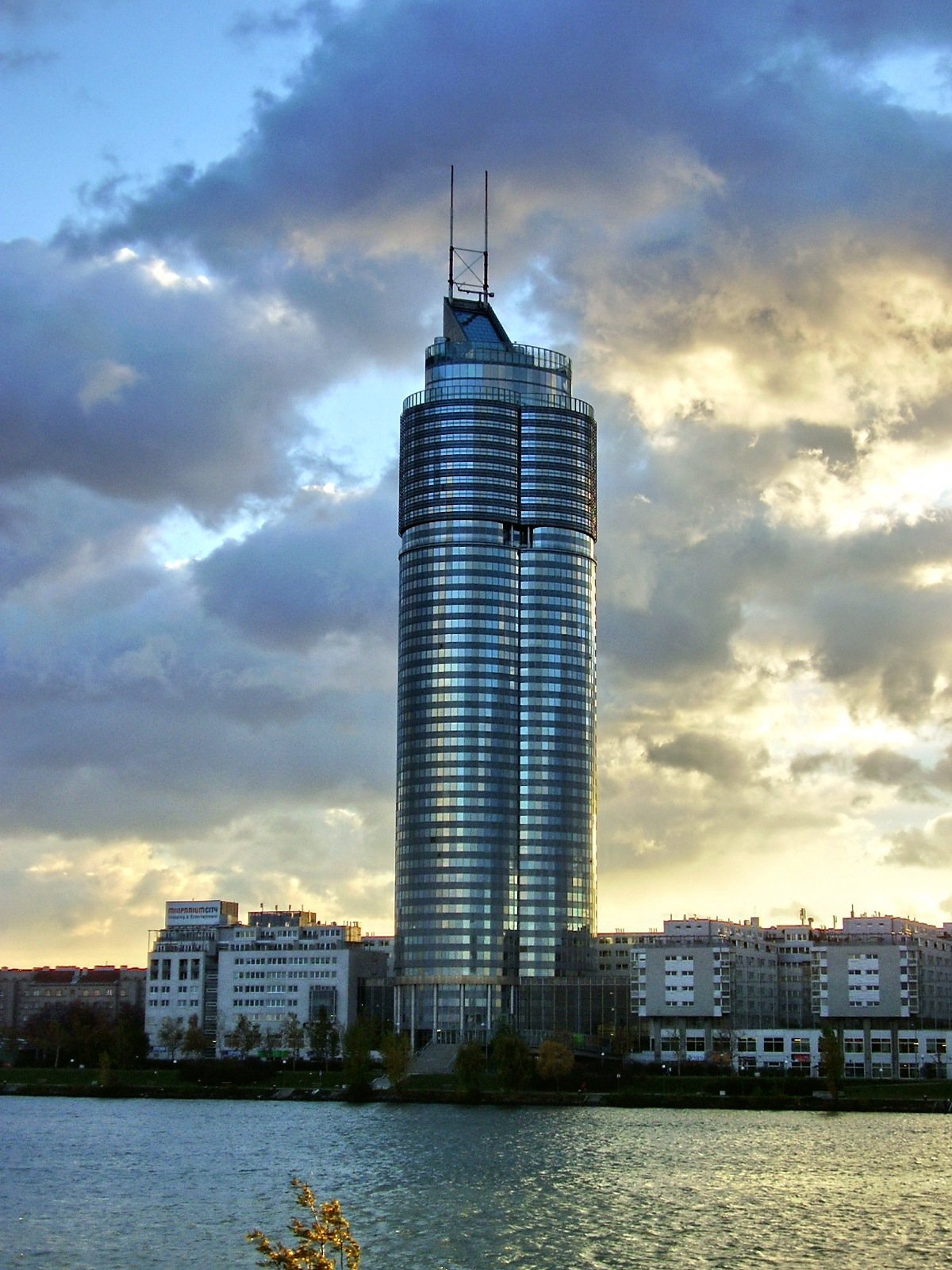
Millennium Tower

## Platser i Wien som är relaterade till Sverige

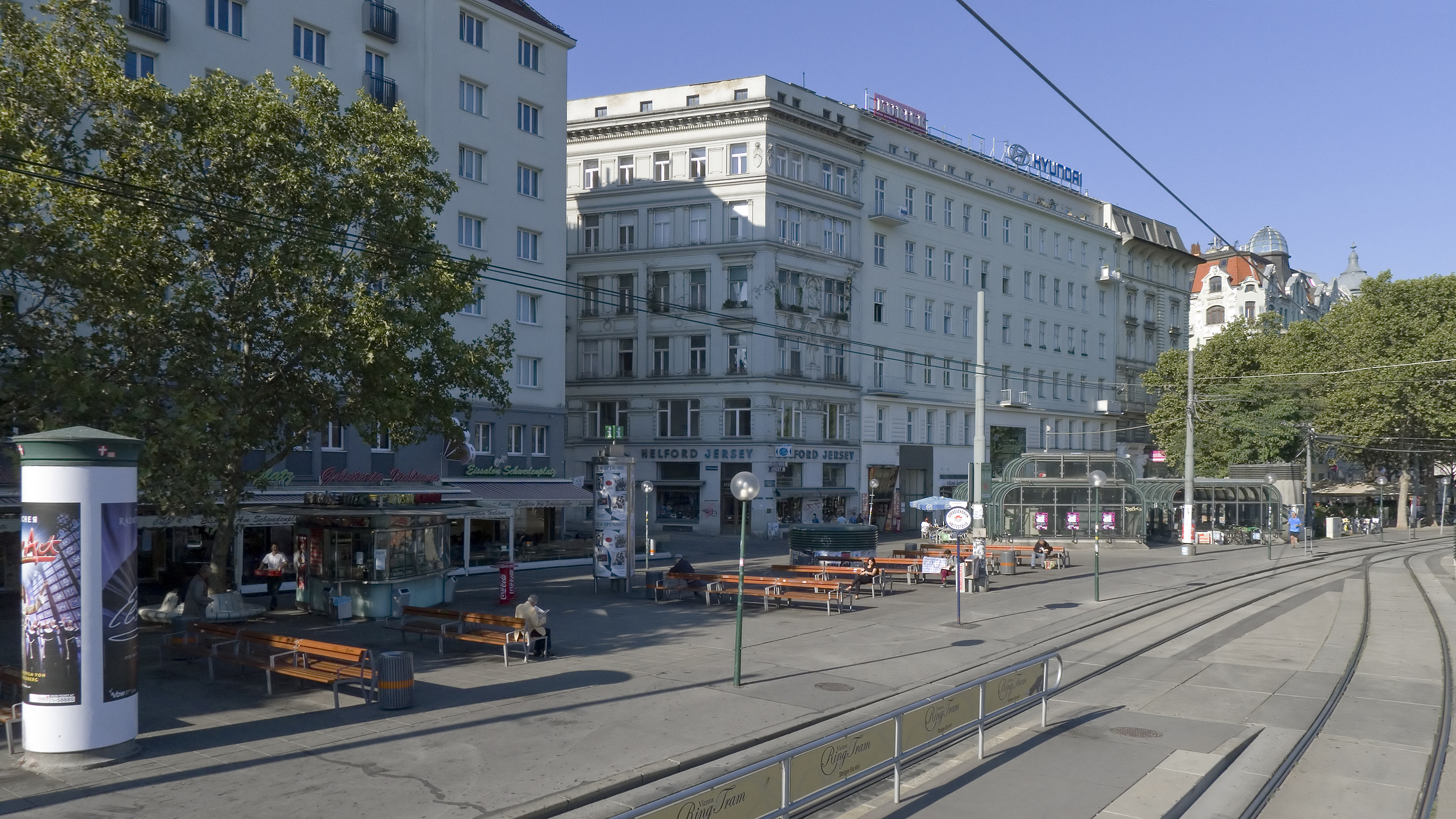
Schwedenplatz

I Wien finns många platser som är relaterade till Sverige.
- Ferdinandplatz i centrala Wien bytte namn i november 1919 till Schwedenplatz som tack för hjälpinsatserna som svenska Rädda barnen och Röda korset genomförde efter första världskriget.
- Vid samma tillfälle bytte även den närliggande bron Ferdinandbrücke namn till Schwedenbrücke.
- Efter andra världskrigets slut hjälpte Sverige återigen Wien. Bland annat byggdes 1947 bostadsområdet Per Albin Hansson-Siedlung i stadsdelen Favoriten i södra Wien.[källa behövs] I bostadsområdet hittas svenskklingande gatunamn såsom: Stockholmer Platz, Göteborggasse, Bernadottegasse och Selma Lagerlöfgasse.
- Vidare är Wien-stadsdelen Brigittenau uppkallad efter svenska Heliga Birgitta.
- Andra platser i Wien med svenskanknutna namn är: Wasagasse efter Gustav Gustavsson av Wasa, Strindberggasse efter August Strindberg, Arne-Carlsson-Park och Dag Hammarskjöld Hof.
- I Wien tillverkas chokladskumtoppar vid namn Schwedenbomben.

## Filmer som utspelar sig i Wien
- Den tredje mannen (1949) efter en roman av Graham Greene med Orson Welles i huvudrollen.
- Bara en natt (1995) i regi av Richard Linklater och med Ethan Hawke och Julie Delpy i huvudrollerna.

## Wienrelaterade artiklar
| - Art-Club - Café Hawelka - Den fantastiska realismens skola i Wien - Ernst-Happel-Stadion - Habsburg - Hotel Sacher - Österreichische Galerie Belvedere - Phantastenmuseum - Prater | - Schloss Belvedere - Schwedenplatz - Schönbrunn - Spanska ridskolan - Stefansdomen - Tiergarten Schönbrunn - Wienaktionism - Wiener Gruppe - Wiener Secession |